# هاینتس کیل
هاینتس کیل (آلمانی: Heinz Kiehl; ۶ ژوئن ۱۹۴۳ – ۲۶ ژوئیهٔ ۲۰۱۶) کشتی‌گیر اهل آلمان بود.
وی همچنین برندهٔ جوایزی همچون برگ بوی نقره‌ای شده‌است.